# Nicolas Huau
Nicolas Huau was een Franse toneelspeler en theaterdirecteur uit de 18e eeuw.
Van 1730 tot 1731 was Huau de directeur van het theater van Abbeville, waarna hij in 1731 naar Den haag trok. Van 1734 tot 1736 was hij directeur van de Koninklijke Muntschouwburg te Brussel. Enkele stukken die hij er voor het eerst opvoerde waren Zaïre van Voltaire, La Vie est un songe van Louis de Boissy en L'Embarras des richesses van Léonor Jean Christine Soulas d'Allainval.
In 1736 keerde Huau terug naar Den Haag, waar hij verbleef tot in 1741. Van 1741 tot 1749 had hij de leiding over het komisch theater van Duinkerke in handen en in 1751 besloot hij terug naar Brussel te keren.
In 1753 stond Huau op de planken in Luik. In datzelfde jaar keerde hij opnieuw terug naar Brussel, waar zijn echtgenote overleed in 1756. Zij had in 1739 onder het pseudoniem Mademoiselle Huau in Den Haag het toneelstuk Le Caprice de l'amour uitgegeven, een komedie in drie akten. 